# Цапунери (Месина)
Цапунери је насеље у Италији у округу Месина, региону Сицилија.
Према процени из 2011. у насељу је живело 32 становника. Насеље се налази на надморској висини од 519 м.